# Isola Laurie
L'isola Laurie (in inglese Laurie Island, in spagnolo Isla Lauría) è la seconda isola più grande dell'arcipelago delle Orcadi Meridionali, in Antartide.
Localizzata ad una latitudine di 60° 43' sud e ad una longitudine di 44°31' ovest, l'isola è la più orientale dell'arcipelago.
Il primo insediamento è stata una stazione meteorologica impiantata da William Speirs Bruce durante la spedizione Scotia. Il Regno Unito ha poi ceduto l'insediamento all'Argentina che lo mantiene attivo ancora oggi con il nome di base Orcadas.